# Atletiek op de Olympische Zomerspelen 1896 – discuswerpen mannen
Het discuswerpen voor mannen was een van de twee werp evenementen tijdens het Atletiek op de Olympische Zomerspelen 1896. Het discuswerpen was het vierde evenement dat werd gehouden op de eerste dag van de Spelen, 6 april. 11 atleten uit 6 landen hadden zich ingeschreven voor dit onderdeel.
Veel van de deelnemers hadden nog nooit een met een discus gegooid, aangezien het evenement nog nooit eerder in de geschiedenis werd gehouden in een internationale competitie. Bob Garrett uit de Verenigde Staten was de laatste niet Griek in de competitie en versloeg de beroemde Griekse tegenstanders om gekroond te worden als de tweede Olympische Kampioen van de moderne Spelen.

## Resultaten
| Plaats | Land | Atleet                     | Afstand  | 1        | 2        | 3        | 4                   | 5                   |
| ------ | ---- | -------------------------- | -------- | -------- | -------- | -------- | ------------------- | ------------------- |
| 1      | USA  | Bob Garrett                | 29.15 m  | 27.53    | X        | onbekend | 28.72               | 29.15 OR            |
| 2      | GRE  | Panagiotis Paraskevopoulos | 28.95 m  | 28.51    | onbekend | onbekend | 28.88               | 28.95               |
| 3      | GRE  | Sotirios Versis            | 27.78 m  | onbekend | onbekend | onbekend | onbekend            | onbekend            |
| 4      | GBR  | George Stuart Robertson    | 25.20 m  | onbekend | onbekend | onbekend | niet gekwalificeert | niet gekwalificeert |
| 5-9    | FRA  | Albert Adler               | onbekend | onbekend | onbekend | onbekend | niet gekwalificeert | niet gekwalificeert |
| 5-9    | DEN  | Viggo Jensen               | onbekend | onbekend | onbekend | onbekend | niet gekwalificeert | niet gekwalificeert |
| 5-9    | DEN  | Holger Nielsen             | onbekend | onbekend | onbekend | onbekend | niet gekwalificeert | niet gekwalificeert |
| 5-9    | GRE  | Georgios Papasideris       | onbekend | onbekend | onbekend | onbekend | niet gekwalificeert | niet gekwalificeert |
| 5-9    | SWE  | Henrik Sjöberg             | onbekend | onbekend | onbekend | onbekend | niet gekwalificeert | niet gekwalificeert |